# Bartolomé de la Cueva y Toledo
Bartolomé de la Cueva y Toledo (Cuéllar, 24 agosto 1499 – Roma, 29 giugno 1562) è stato un cardinale e arcivescovo cattolico spagnolo.

## Biografia
Era il figlio del Duca di Alburquerque Francisco Fernández de la Cueva e di Francisca Álvarez de Toledo, figlia di García Álvarez de Toledo, duca di Alba de Tormes.
Fu luogotenente generale del Regno di Napoli dal 1558 al 1559. Elevato al rango cardinalizio il 19 dicembre 1544 da papa Paolo III, divenne amministratore apostolico della diocesi di Avellino e Frigento il 12 settembre 1548, rinunciò la sede il 10 marzo 1549.
Fu ordinato vescovo a Roma l'8 giugno 1549 dal cardinale Juan Álvarez de Toledo.
Nell'ottobre 1558, il viceré di Napoli in carica, Juan Manrique de Lara fu costretto a lasciare il regno e il de la Cueva si ritrovò a dover svolgere le mansioni di luogotenente generale.
Restò a Napoli sino al 12 giugno 1559, giorno in cui giunse il nuovo viceré, Pedro Afán de Ribera.
Il 13 settembre 1560 fu eletto arcivescovo di Manfredonia, carica che mantenne sino alla morte, giunta nel 1562.

## Genealogia episcopale
La genealogia episcopale è:
- Cardinale Juan Álvarez de Toledo, O.P.
- Cardinale Bartolomé de la Cueva y Toledo

## Ascendenza
|                                                                    |                                                                   |                                                               | Genitori                                                      |  |  | Nonni |  |  | Bisnonni                                          |  |  | Trisnonni                |  |
|                                                                    |                                                                   |                                                               |                                                               |  |  |       |  |  | Diego Fernández de la Cueva, I visconte di Huelma |  |  | Gil Martínez de la Cueva |  |
|                                                                    |                                                                   |                                                               |                                                               |  |  |       |  |  | Diego Fernández de la Cueva, I visconte di Huelma |  |  | Gil Martínez de la Cueva |  |
|                                                                    |                                                                   | Blanca Fernández de la Cueva                                  |                                                               |  |  |       |  |  | Diego Fernández de la Cueva, I visconte di Huelma |  |  |                          |  |
| Beltrán de la Cueva y Mercado, I duca di Alburquerque              |                                                                   |                                                               |                                                               |  |  |       |  |  | Diego Fernández de la Cueva, I visconte di Huelma |  |  |                          |  |
|                                                                    |                                                                   | Mayor Alfonso de Mercado                                      | Juan Alfonso de Mercado, signore de la Torre de Pero Gil      |  |  |       |  |  |                                                   |  |  |                          |  |
|                                                                    |                                                                   | Mayor Alfonso de Mercado                                      | Juan Alfonso de Mercado, signore de la Torre de Pero Gil      |  |  |       |  |  |                                                   |  |  |                          |  |
|                                                                    |                                                                   | Mayor Alfonso de Mercado                                      | María Sánchez de Molina                                       |  |  |       |  |  |                                                   |  |  |                          |  |
| Francisco Fernández de la Cueva y Mendoza, II duca di Alburquerque |                                                                   | Mayor Alfonso de Mercado                                      |                                                               |  |  |       |  |  |                                                   |  |  |                          |  |
|                                                                    |                                                                   | Diego Hurtado de Mendoza y Figueroa, I duca dell'Infantado    | Iñigo López de Mendoza y de la Vega, I marchese di Santillana |  |  |       |  |  |                                                   |  |  |                          |  |
|                                                                    |                                                                   | Diego Hurtado de Mendoza y Figueroa, I duca dell'Infantado    | Iñigo López de Mendoza y de la Vega, I marchese di Santillana |  |  |       |  |  |                                                   |  |  |                          |  |
|                                                                    |                                                                   | Diego Hurtado de Mendoza y Figueroa, I duca dell'Infantado    | Catalina Suárez de Figueroa                                   |  |  |       |  |  |                                                   |  |  |                          |  |
| Mencía Hurtado de Mendoza y Luna                                   |                                                                   | Diego Hurtado de Mendoza y Figueroa, I duca dell'Infantado    |                                                               |  |  |       |  |  |                                                   |  |  |                          |  |
|                                                                    |                                                                   | Brianda de Luna                                               | Juan Hurtado de Mendoza y Castilla, signore di Mendívil       |  |  |       |  |  |                                                   |  |  |                          |  |
|                                                                    |                                                                   | Brianda de Luna                                               | Juan Hurtado de Mendoza y Castilla, signore di Mendívil       |  |  |       |  |  |                                                   |  |  |                          |  |
|                                                                    |                                                                   | Brianda de Luna                                               | María de Luna                                                 |  |  |       |  |  |                                                   |  |  |                          |  |
| Bartolomé de la Cueva y Toledo                                     |                                                                   | Brianda de Luna                                               |                                                               |  |  |       |  |  |                                                   |  |  |                          |  |
|                                                                    | Fernando Álvarez de Toledo y Sarmiento, I conte di Alba de Tormes | García Álvarez de Toledo, III signore di Valdecorneja         |                                                               |  |  |       |  |  |                                                   |  |  |                          |  |
|                                                                    | Fernando Álvarez de Toledo y Sarmiento, I conte di Alba de Tormes | García Álvarez de Toledo, III signore di Valdecorneja         |                                                               |  |  |       |  |  |                                                   |  |  |                          |  |
|                                                                    | Fernando Álvarez de Toledo y Sarmiento, I conte di Alba de Tormes | Constanza Sarmiento                                           |                                                               |  |  |       |  |  |                                                   |  |  |                          |  |
| García Álvarez de Toledo y Carrillo, I duca d'Alba                 | Fernando Álvarez de Toledo y Sarmiento, I conte di Alba de Tormes |                                                               |                                                               |  |  |       |  |  |                                                   |  |  |                          |  |
|                                                                    |                                                                   | Mencía Carrillo de Toledo y Palomeque                         | Pedro Carrillo de Toledo, signore di Bolaños                  |  |  |       |  |  |                                                   |  |  |                          |  |
|                                                                    |                                                                   | Mencía Carrillo de Toledo y Palomeque                         | Pedro Carrillo de Toledo, signore di Bolaños                  |  |  |       |  |  |                                                   |  |  |                          |  |
|                                                                    |                                                                   | Mencía Carrillo de Toledo y Palomeque                         | Elvira Palomeque                                              |  |  |       |  |  |                                                   |  |  |                          |  |
| Francisca Álvarez de Toledo                                        |                                                                   | Mencía Carrillo de Toledo y Palomeque                         |                                                               |  |  |       |  |  |                                                   |  |  |                          |  |
|                                                                    |                                                                   | Fadrique Enríquez de Mendoza, II signore di Medina de Rioseco | Alfonso Enríquez, I signore di Medina de Rioseco              |  |  |       |  |  |                                                   |  |  |                          |  |
|                                                                    |                                                                   | Fadrique Enríquez de Mendoza, II signore di Medina de Rioseco | Alfonso Enríquez, I signore di Medina de Rioseco              |  |  |       |  |  |                                                   |  |  |                          |  |
|                                                                    |                                                                   | Fadrique Enríquez de Mendoza, II signore di Medina de Rioseco | Juana de Mendoza y Ayala                                      |  |  |       |  |  |                                                   |  |  |                          |  |
| María Enríquez de Quiñones y Cossines                              |                                                                   | Fadrique Enríquez de Mendoza, II signore di Medina de Rioseco |                                                               |  |  |       |  |  |                                                   |  |  |                          |  |
|                                                                    |                                                                   | Teresa Fernández de Quiñones                                  | Diego Fernández de Quiñones I                                 |  |  |       |  |  |                                                   |  |  |                          |  |
|                                                                    |                                                                   | Teresa Fernández de Quiñones                                  | Diego Fernández de Quiñones I                                 |  |  |       |  |  |                                                   |  |  |                          |  |
|                                                                    |                                                                   | Teresa Fernández de Quiñones                                  | María de Toledo y Ayala                                       |  |  |       |  |  |                                                   |  |  |                          |  |
|                                                                    |                                                                   | Teresa Fernández de Quiñones                                  |                                                               |  |  |       |  |  |                                                   |  |  |                          |  |